# Celebrity Infinity
Le Celebrity Infinity est un paquebot construit par les Chantiers de l'Atlantique à Saint-Nazaire au début des années 2000. Il est le second paquebot de la classe Millennium. Il a trois sister-ship : le Celebrity Millennium, le Celebrity Summit et le Celebrity Constellation.

## Histoire
La construction du Celebrity Infinity débute en 2000 à Saint-Nazaire. Sa mise en cale a lieu en juin 2000, quelques jours avant la livraison de son siter-ship, le Celebrity Millennium. Il est lancé un peu moins d'un an plus tard, en février 2001.